# Byron Maxwell
Byron Maxwell (* 23. Februar 1988 in North Charleston, South Carolina) ist ein ehemaliger US-amerikanischer American-Football-Spieler auf der Position des Cornerbacks. Er gewann mit den Seattle Seahawks in der National Football League (NFL) den Super Bowl XLVIII.

## College
Maxwell verletzte sich in seinem vierten Collegejahr an der Clemson University und riss sich das vordere Kreuzband. Er blieb dennoch im Footballteam und meldete sich 2011 zum NFL Draft an.

## NFL

### Seattle Seahawks (1. Periode)
Maxwell wurde im NFL Draft 2011 von den Seattle Seahawks in der 6. Runde als 173. Spieler ausgewählt. Die Seahawks erhielten das Draftrecht im Tausch gegen den Defensive Back Lawrence Jackson, der an die Detroit Lions abgegeben wurde.
In seinen ersten beiden NFL-Saisons (2011, 2012) bekam Maxwell zwar einige Einsätze (jeweils neun), gehörte jedoch nicht zur Startformation.
In der Saison 2013 konnte er jedoch Brandon Browner von seiner Position als Cornerback verdrängen und war ab sofort Nebenmann von Richard Sherman in der „Legion of Boom“.
Die Seahawks gewannen am Ende dieser Saison sowohl das NFC Championship Game als auch den Super Bowl XLVIII. 
In der Saison 2014 erreichte er mit den Seahawks wiederum den Super Bowl (XLIX), der aber gegen die New England Patriots verloren ging.

### Philadelphia Eagles
Am 10. März 2015 einigte sich Maxwell mit den Eagles auf einen Sechsjahresvertrag über 60 Millionen US-Dollar. Nach durchwachsenen Leistungen wurde er nach nur einem Jahr an die Miami Dolphins abgegeben.

### Miami Dolphins
Am 7. März 2016 einigten sich die Miami Dolphins auf einen Tausch mit den Philadelphia Eagles: Byron Maxwell sowie Linebacker Kiko Alonso wechselten nach Miami und die Eagles erhielten einen Erstrundenpick im NFL Draft.
Am 24. Oktober 2017 wurde Maxwell von den Dolphins entlassen.

### Seattle Seahawks (2. Periode)
Nach einer Verletzung ihres Cornerbacks Richard Sherman nahmen die Seattle Seahawks den Free Agent Maxwell am 13. November 2017 zum zweiten Mal unter Vertrag und gaben ihm einen Einjahresvertrag. Sein Vertrag wurde vor der Saison 2018 um ein weiteres Jahr verlängert. Trotz der Verlängerung wurde er dann doch entlassen, bevor die Regular Season startete.